# Dromornis stirtoni
Dromornis stirtoni — вид рода Dromornis, самый крупный представитель ископаемого семейства Dromornithidae отряда гусеобразных, в просторечии известен как громовая птица Стиртона. Крупная нелетающая птица, достигала 3 м в высоту и весила более 450 кг, тяжелее её мог быть только Vorombe titan с Мадагаскара из отряда эпиорнисообразных. Патрисия Викерс-Рич впервые обнаружила останки птицы в 1979 году в ископаемых пластах Алкута на Северной территории Австралии. Птица характеризовалась глубокой нижней челюстью и мощным черепом, большими мускулистыми ногами с копытообразными пальцами и маленькими крыльями, которые делали её нелетающей. Считается, что эти птицы были в основном растительноядными, хотя иногда они могли поедать мелкую живую добычу. Считается, что Dromornis stirtoni жил в полузасушливом климате, для которого характерны сезонные дожди и редколесье.

## Таксономия
Описание этого вида, наряду с несколькими другими новыми дроморнитидами, было опубликовано в 1979 году Патрисией Викерс-Рич. Публикация включала в себя серьёзную ревизию семейства, описанного столетием ранее Ричардом Оуэном в 1874 году. Небольшое количество фрагментов костей Dromornis stirtoni было найдено на ископаемом участке Алкута в Центральной Австралии. Рич адресовала эпитет коллеге-палеонтологу Рубену А. Стиртону, американцу, который провел обширные исследования австралийских таксонов. Ископаемые остатки Dromornis stirtoni датируются поздним миоценом (11 — 5 млн лет назад).
Неофициальные названия этого вида включают громовую птицу Стиртона и михирунг Стиртона.

## Описание

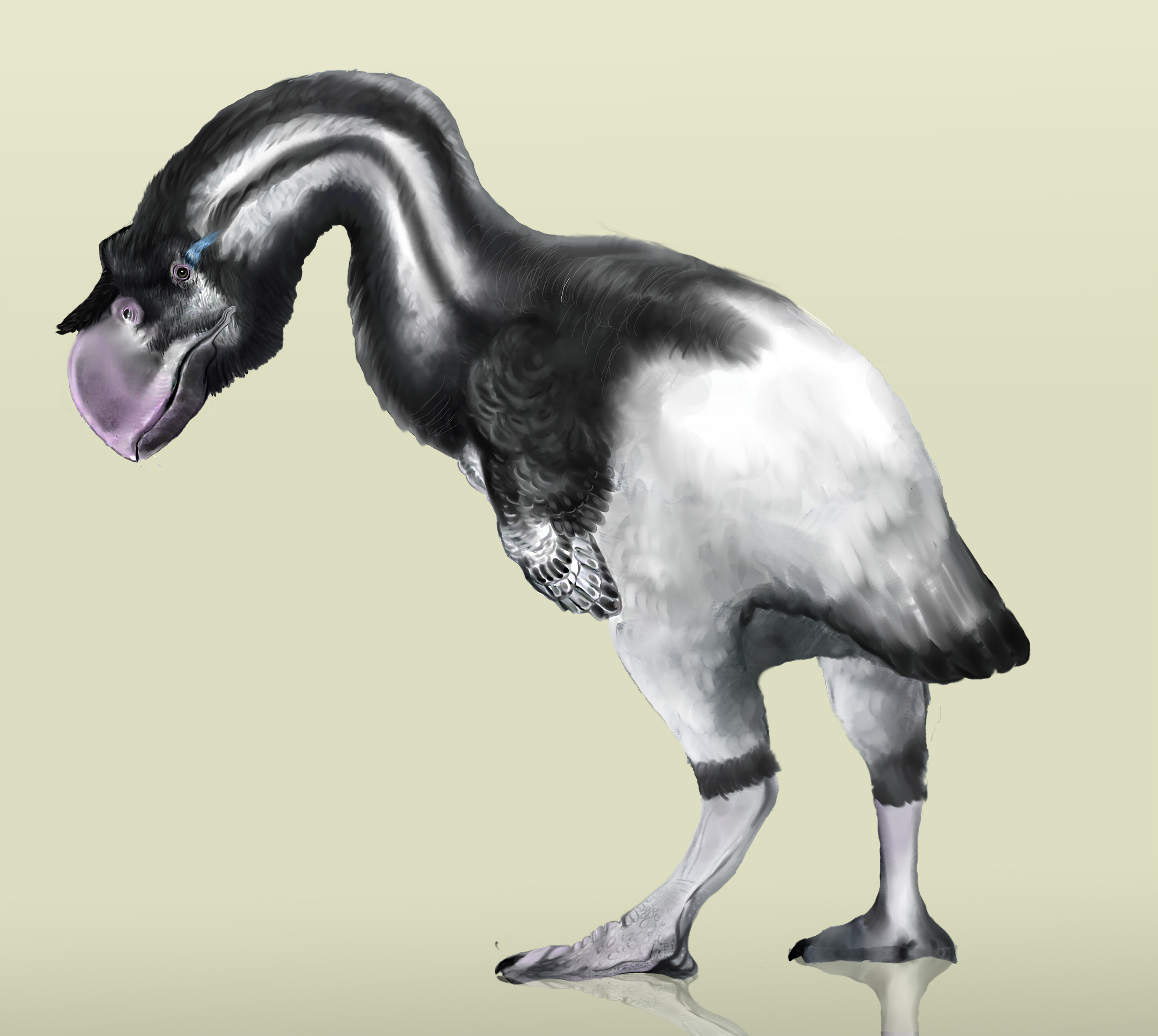
Графическая реконструкция Dromornis stirtoni

Dromornis stirtoni был крупной птицей, которая могла достигать 3 м в высоту. Считается, что она превышала ростом самые высокие виды рода Dinornis, среди которых были гигантские моа Новой Зеландии и слоновые птицы Мадагаскара. Этот вид относится к семейству Dromornithidae, которое включает крупных нелетающих птиц, эндемичных для Австралии. Вес птицы также считается чрезвычайно большим. Питер Ф. Мюррей и Патрисия Викерс-Рич в своей работе «Magnificent Mihirungs» (2004) использовали три различных научных метода для определения приблизительного веса и размера D. stirtoni. Тщательный анализ костей D. stirtoni показал, что существует значительный половой диморфизм и что взрослый самец может весить 528—584 кг, в то время как самка, вероятно, весила 441—451 кг. По сравнению с другими известными бескилевыми слоновыми птицами семейства эпиорнисовых, это сделало D. stirtoni одним из самых тяжёлых из всех известных птиц. D. stirtoni авторы сравнивали с Vorombe titan, самым крупным представителем отряда эпиорнисообразных.
D. stirtoni характеризовался глубокой нижней челюстью и квадратной костью (соединяющей верхнюю и нижнюю челюсти) отчетливой формы. Этот узкий глубокий клюв составлял примерно две трети черепа. Передняя часть этой мощной челюсти использовалась для резки, а задняя — для дробления. Сравнение двух частичных черепов с почти полным черепом Dromornis planei (Bullockornis) показывает, что голова этого вида примерно на 25 % больше. Реконструкция перекрывающихся остатков рострума выявила его форму и размер, нижняя челюсть должна была быть около 0,5 метра. Размер и пропорции головы и клюва сопоставимы с таковыми у млекопитающих, таких как верблюды или лошади.
У этой крупной птицы были «короткие», уменьшенные крылья, что в конечном итоге сделало её нелетающей. Однако, хотя птица была нелетающей, сильное развитие между костными гребнями и буграми, где крепились крылья, позволяло им махать крыльями. Птица также характеризовалась большими ногами, биомеханические исследования подтвердили, что они были мускулистыми. Считается, что из-за мускулистости этих ног D. stirtoni, возможно, был способен бегать с большой скоростью. D. stirtoni также характеризовался большими копытообразными пальцами на ногах с выпуклыми когтями. Кроме того, что типично для нелетающих птиц, у него не было киля.
Считается, что две формы обнаруженных образцов обусловлены сильным половым диморфизмом, который был выявлен в результате морфометрического анализа 2016 года, с использованием ориентиров и фактических измерений, которые также подтверждают более ранние выводы об огромных размерах вида. Этот гистологический метод был применен к другим крупным и вымершим видам птиц, включая исследование палеобиологии слоновых птиц Aepyornithidae.

## Среда обитания
В настоящее время единственные зарегистрированные находки окаменелостей Dromornis stirtoni были обнаружены в пластах окаменелостей Алкута. Этот регион известен обнаружением хорошо сохранившихся окаменелостей позвоночных миоценовой эпохи (23-5 миллионов лет назад). В этом месте ископаемые отложения обнаружены в формации Уэйт, состоящей из песчаников, известняков и алевролитов. Различные окаменелости, обнаруженные в этом регионе, позволяют предположить, что они были заложены в эпизодических каналах, характеризующихся большой серией взаимосвязанных озёр в большом бассейне.
Тип растительности региона в этот период был разреженным лесом, чему способствовал полузасушливый климат с выпадением сезонных осадков. D. stirtoni встречается среди отложений местных фаун Алкута и Онжева, датируемых поздним миоценом и ранним плиоценом. На этих участках обычны фрагментарные останки, хотя мало что можно отнести к особям данного вида. Некоторые отложения содержат фрагменты примерно четырёх особей в беспорядке на площади в один квадратный метр. Наряду с этим видом были обнаружены и другие виды дроморнитид, Ilbandornis woodburnei и предположительно Ilbandornis lawoni, напоминающий крупных, но более грациозных современных птиц, таких как страусы и эму.
Концентрация видов дроморнитид и, в более общем плане, других окаменелостей в этой области свидетельствует о явлении, известном как «привязка к водопою», когда животные скапливаются в непосредственной близости от источников воды, многие из которых там же затем и умирают. Хотя это единственное место, где были обнаружены D. stirtoni, обнаружение других видов семейства Dromornithidae предполагает, что они могли быть распространены по всей Австралии. Различные окаменелости дроморнитид были найдены в Риверсли (Квинсленд) и Буллокс-Крик (Северная территория), а также следы в Пайонере (Тасмания).
D. stirtoni, вероятно, существовал в сообществе фауны, которое включало других дроморнитид и сумчатых в качестве высших травоядных. Местная фауна Алкуты отложилась в единственных известных ископаемых отложениях верхнего миоцена в Центральной Австралии. Ранние представления о внушающей страх птице получают некоторую поддержку в предполагаемом поведении более крупных самцов, агрессивно защищающих предпочтительный ареал от конкурентов, других самцов или травоядных и хищников.

## Питание
Общепризнано, что D. stirtoni был травоядной птицей, питавшейся преимущественно семенными коробочками и плодами с жесткой кожицей. Это было выведено из различных ключевых особенностей птицы. Одна из этих особенностей заключается в том, что на конце птичьего клюва нет крючка, а вместо этого клюв широкий, узкий и тупой, типичный для травоядных. У птицы также были копытообразные ногти, а не «когти», которые обычно ассоциируются с плотоядными или всеядными животными. Кроме того, расположение глаз по бокам головы птицы не позволяло ей видеть прямо перед собой, что ограничивает способность к охоте. Наконец, анализ аминокислот в яичной скорлупе D. stirtoni позволяет предположить, что этот вид был травоядным. Однако, несмотря на это, существуют различные признаки, указывающие на то, что птица могла быть плотоядной или всеядной (Murray, 2004). Размер и мускулатура черепа и клюва птиц также предполагают, что они, возможно, не были травоядными, поскольку ни один источник растительной пищи в их среде не требовал такого мощного клюва (Vickers-Rich, 1979). Принимая во внимание различные мнения, широко признано, что, хотя крупная птица могла иногда питаться падалью или поедать более мелкую добычу, в основном они были травоядными.

## Вымирание
Предполагается, что вымиранию Dromornis stirtoni могли способствовать различные факторы. Палеонтологи Мюррей и Викерс-Рич предположили, что их рацион, возможно, значительно пересекался с рационом других крупных птиц и животных, что могло привести к вымиранию Dromornis stirtoni.
Альтернативные аргументы предполагают, что особенности размножения крупных птиц могли внести свой вклад. Предполагается, что молодые D. stirtoni относительно долгое время оставались в группе взрослых птиц; однако лишь немногие птенцы достигали половой зрелости, которая наступала в возрасте около 10 лет. Смена взрослых половозрелых особей проходила медленно, что делало вид очень уязвимым в случае их гибели.
Ископаемые остатки D. stirtoni известны только из позднего миоцена (11 — 5 млн лет назад). До появления людей в Австралии в позднем плейстоцене, из семейства дроморнитид дожил только один, более мелкий вид, Geniornis newtoni, весом около 200 кг. Современные исследователи считают, что с появлением первых австралийских аборигенов (около 65 000 лет назад), охота и использование огня могли способствовать исчезновению мегафауны Австралии. Повышенная засушливость во время пика оледенения (около 18 000 лет назад), возможно, также сыграла свою роль, но большая часть мегафауны Австралии к этому времени уже вымерла. Стив Роу отметил, что, возможно, недостаточно данных для окончательного определения времени исчезновения многих представителей мегафауны Австралии, в частности Geniornis newtoni. Некоторые авторы предполагали, что вымирания происходили в течение позднего среднего плейстоцена и начала позднего плейстоцена, до прибытия человека, из-за климатического стресса. Хотя прямых доказательств хищничества Geniornis newtoni человеком мало, различные эксперты предполагают, что на крупных медлительных птиц люди вполне могли охотиться и собирать их яйца, признавая, что более 85 % австралийской мегафауны вымерло в тот же период, когда в Австралии появились люди, около 50 000 лет назад. Считается, что использование огня людьми для выжигания растительности, отрицательно сказалось на полузасушливом климате, в котором жили Geniornis newtoni, поскольку экосистема не обладала необходимой устойчивостью, и в результате пострадали пищевые ресурсы.
Новые данные, основанные на точной оптически стимулированной люминесценции и уран-ториевом датировании останков мегафауны, позволяют предположить, что люди были основной причиной исчезновения некоторых представителей мегафауны в Австралии. Полученные данные показывают, что все формы мегафауны на материковой части Австралии вымерли в одно и то же короткое время — примерно 46 000 лет назад — в период, когда первые люди впервые прибыли в Австралию (около 70 000-65 000 лет назад согласно длинной хронологии и 50 000 лет назад согласно короткой). Однако эти результаты впоследствии были оспорены: другое исследование считает, что 50 из 88 видов мегафауны не датируются после предпоследнего ледникового максимума около 130 000 лет назад, и существуют убедительные доказательства совпадения вымирания только 8-14 видов мегафауны со временем присутствия людей. Анализ изотопов кислорода и углерода из зубов мегафауны показывает, что региональный климат во время вымирания был похож на засушливый региональный климат сегодня и что мегафауна была хорошо приспособлена к засушливому климату. Полученные данные были истолкованы как предполагающие, что основным механизмом вымирания было выжигание человеком растительного ландшафта, который тогда был гораздо менее приспособлен к огню; изотопы кислорода и углерода зубов указывают на внезапные, резкие, не связанные с климатом изменения в растительности и в рационе выживших сумчатых видов.
Химический анализ фрагментов яичной скорлупы Genyornis newtoni, нелетающей птицы, похожей на D. stirtoni, выявил следы ожогов, соответствующие приготовлению пищи на рукотворном костре, что, по-видимому, является первым прямым свидетельством участия человека в исчезновении одного из видов австралийской мегафауны. Позже это было оспорено другим исследованием, в котором отмечались слишком маленькие размеры (126 x 97 мм, примерно как яйца эму, в то время как яйца моа были около 240 mm) для предполагаемых яиц Genyornis, что скорее, относит их к другой вымершей, но гораздо более мелкой птице, большеногу Progura. Однако, исследование 2022 года остатков протеина, извлечённого из ископаемой скорлупы, подтвердило, что некоторые яйца принадлежали Genyornis newtoni, таким образом, было доказано, что первобытные люди 50 000 лет назад собирали, готовили на костре и употребляли в пищу яйца этого вида. Так как дроморнитиды, судя по всему, отличались низкой скоростью размножения и полового созревания, то вероятно, сбор яиц людьми был основной причиной исчезновения Genyornis newtoni, последнего представителя дроморнитид.